# Oktoberfest 1900
Oktoberfest 1900 és una sèrie de televisió d'Alemanya i de la República Txeca de 2020 de sis episodis de Christian Limmer i Ronny Schalk basada en una idea d'Alexis von Wittgenstein amb un repartiment format per Mišel Matičević, Martina Gedeck, Francis Fulton-Smith, Klaus Steinbacher, Mercedes Müller, Brigitte Hobmeier i Maximilian Brückner. Està dirigida per Hannu Salonen.
Es va estrenar el 1r d'octubre de 2020 a Netflix.